# 彰化市公會堂
彰化市公會堂是臺灣歷史建築，位於彰化縣彰化市，曾作為彰化縣議會使用，於民國91年（2002年）11月20日公告為歷史建築。在2005年4月修復完工後，現作為彰化藝術館使用。

## 沿革
彰化市公會堂興建於日治時期的昭和八年（1933年）4月1日，耗資約四萬日圓，而後在該年10月21日舉行上棟式，落成於同年的12月25日。動工時因為彰化仍是彰化街，故棟札上所寫的名稱是「彰化街公會堂所」，而當時的彰化街長是李崇禮，工程設計者與與監督者則是藏滿盛秀。
公會堂落成後，成為彰化市民從事公眾活動的場所，並舉辦過藝文活動，例如臺灣女高音林氏好在昭和十年（1935年）2月6日到2月17日的全臺巡迴獨唱公演的其中一站便是彰化市公會堂，彰化芬園出身的畫家林錦鴻也曾於此開過畫展。
二次大戰之後，彰化市公會堂改稱「中山堂」。民國40年（1951年）1月21日彰化縣普選後，於該年2月4日於中山堂舉辦「彰化縣議會成立典禮暨第一屆第一次大會」，而中山堂也自此作為彰化縣議會使用。而在第三屆議會期間決定興建新的議事堂，於民國46年（1957年）12月11日動土，民國51年（1962年）3月31日完工。完工當年4月17日舉行落成典禮後，彰化縣議會便遷到新址，而中山堂則陸續為彰化市民代表會、中國國民黨彰化市黨部、中國國民黨彰化市民眾服務站、彰化市後備軍人輔導中心等單位使用。
民國77年（1988年），彰化市清潔隊搬入中山堂，中山堂一樓門廳與二樓為其辦公空間，此外仍有其他單位在裡面。原本公會堂的大堂與舞臺仍對外開放，如民國83年（1994年）5月皇冠小劇場曾在這裡上演戲劇《賴和》一場；但後來屋頂漏水，變成清潔隊的用品倉庫。而公會堂登錄為歷史建築後，清潔隊在2003年10月到12月間陸續遷出，隨後進行整修，於2005年4月完工，改為彰化藝術館使用。

## 建築

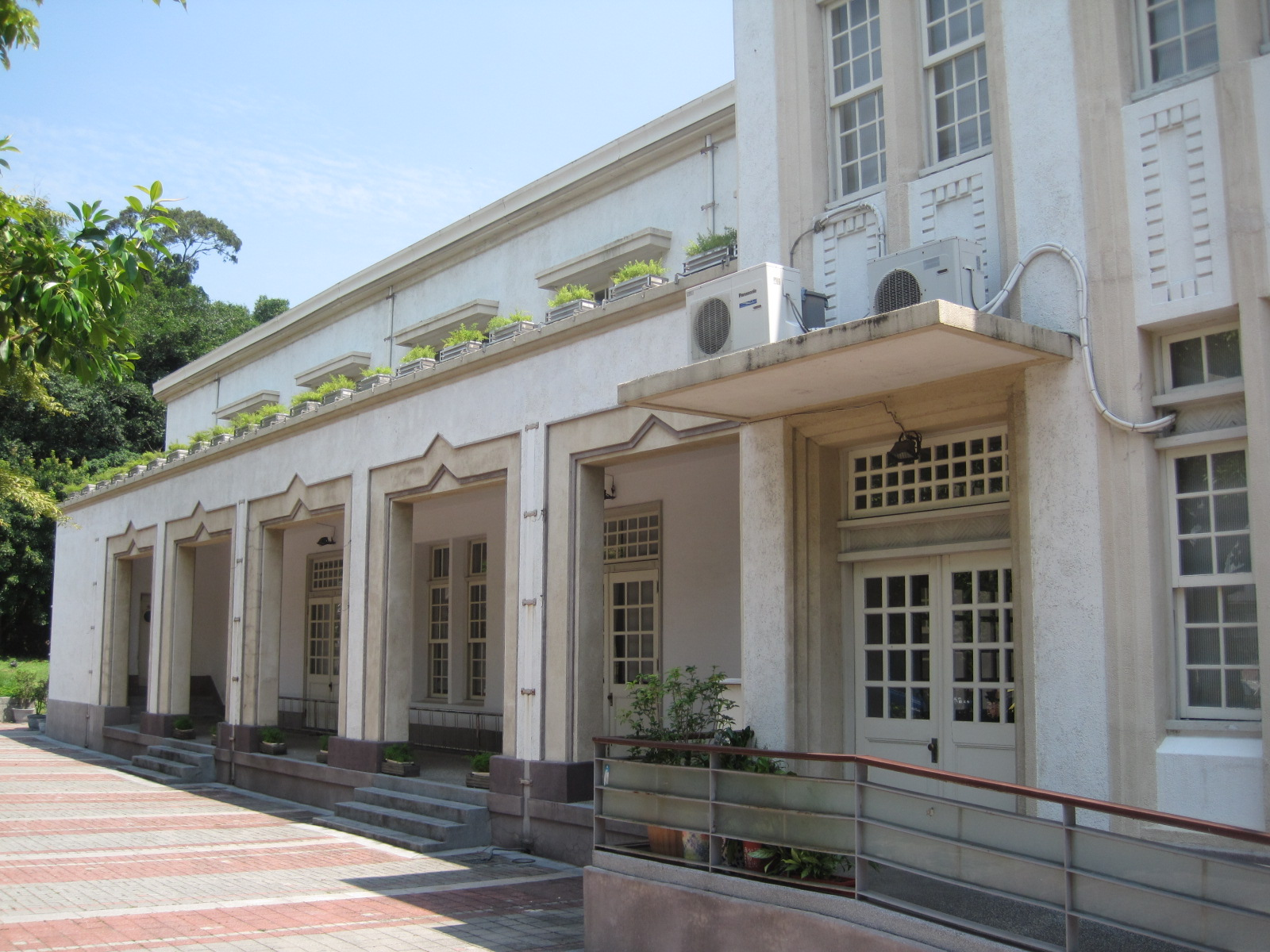
側面外觀

公會堂樓高兩層，為鋼筋混凝土加強磚造建築，外觀以幾何圖案裝飾。其入口門廊突出，三面有拱圈造型，為「車寄」式入口，車輛可開入門廊載客。其內部在大門兩旁有樓梯可上二樓，集會空間則有挑高；其屋頂則使用鋼架與木構建材。